# Koh Suk-chang
Koh Suk-Chang (14 de junho de 1963), é um ex-handebolista sul-coreano, medalhista de prata nas Olimpíadas de 1988.
Koh Suk-Chang jogou doze partidas anotando 20 gols